# Orgel
Et orgel (fra Græsk: όργανον – organon; ~ organ, instrument, værktøj) er et tangent-instrument bestående af en eller flere dele, hver spillet med sit eget klaviatur enten med hænderne eller fødderne. Et orgel-klaviatur der betjenes med hænderne kaldes et manual og et klaviatur der spilles med fødderne; pedal. Orglet er et af de ældste musikinstrumenter i den vestlige musikalske tradition. Omkring det ottende århundrede havde det overvundet sine associationer til gladiatorkampe og indtaget en prominent plads i den vestlige kirkes liturgi; fra midten af 1800-tallet er det endvidere genopstået som sekulært instrument.

## Pibeorgler
Pibeorglet er et af de mest grandiose musikinstrumenter både hvad angår størrelse og udtryk, og har eksisteret i sin nuværende form siden det 14. århundrede (skønt andre konstruktionsmåder, som f.eks. det hydrauliske orgel allerede var i brug i Antikken, og omtales første gang af Vitruvius i "De Architectura"). Sammen med Uret blev det før Den industrielle revolution betragtet som et af de mest komplekse, menneskeskabte konstruktioner. Orglet beholdt denne position indtil slutningen af det 19. århundrede, da telefoncentralen indtog pladsen.. 
Pibeorgler findes i meget forskellige størrelser, dvs. med forskelligt antal manualer, registre, stemmer og piber. Små kirkeorgler har måske kun 2-3 registre, medens store orgler kan have flere end 100.
Størrelsen af et orgel er ikke entydig – således har det nye i DR-byens Koncerthus 91 stemmer og 6.144 piber, mens det gamle i Radiohuset har 84 stemmer og 7.134 piber, så hvilket af dem, der er Danmarks største orgel, afhænger af, om man regner i stemmer eller piber. Således findes verdens største orgel enten i Macy's Stormagasin i Philadelphia, USA, (The Wanamaker Grand Court Organ) med 374 stemmer og 28.522 piber eller i Atlantic City Boardwalk Hall, USA, med 314 stemmer og 33.114 piber.
Wolfgang Amadeus Mozart kaldte orglet for "Instrumenternes Konge". Nogle af de største instrumenter har 64 fods piber, og frembringer en grundtone med en frekvens på 8 Hz. Måske er orglets mest udtalte egenskab, dets evne til at gå fra den svageste lyd til den mest kraftige, "tutti"-klang, en sonisk udladning som kan holdes i en uendelighed af organisten. For eksempel har Wanamaker-orglet i Philadelphia soniske ressourcer som svarer til den samlede udladning af tre symfoniorkestre. En anden interessant ting ligger i dets indbyggede "polyfoniske" tilgang: Hvert pibesæt kan spilles samtidigt med andre, og lydene bliver først rigtigt blandet og spredt når de når omgivelserne, ikke i selve instrumentet, i modsætning til digitale orgler hvor lyden kommer fra højtalere, som gengiver den resulterende elektriske bølgeform af flere af de toner som spilles.
Orgler bruges også til recitative koncerter, kaldet orgelkoncerter (ikke at forveksle med en koncert for orgel og orkester). I 1800-tallet opstod det symfoniske orgel, bl.a. kendetegnet ved en "symfonisk" opbygning med vægt på stor dynamik og glidende overgange fra det svageste piannismo til fortissimo (tutti), samt orkestralt inspirerede solostemmer. I det tidlige 20. århundrede blomstrede endvidere de såkaldte orkesterorgler designet til ved hjælp af transskriberinger af symfonisk musik at afløse symfoniorkestre i sekulære fora især i Amerika og Storbritannien. Da Orgelbevægelsen voksede frem i midten af århundredet blev symfoni- og orkesterorgler ugleset og orgelbyggere begyndte at kigge på historiske orgler for at få inspiration til nye instrumenter. I dag konstrueres orgler i et væld af stilarter, både til sekulære og sakrale formål.

### Opbygning og virkemåde
Luft pumpes ind og ledes til piber af forskellig længde og tykkelse. Når en tangent trykkes ned, åbnes for luftstrømmen, og der kommer lyd. En elektrisk blæser leverer luftstrømmen (i tidligere tider måtte en bælgtræder stå for forsyningen af luft).
Et orgel har et eller flere manualer (tangentrækker) og som regel desuden et pedalværk; dette sidste spilles med fødderne og leverer normalt musikkens bas. 
Til hvert manual, hhv. pedalværk, hører en separat del kaldet et værk, som omfatter et antal registre/stemmer. Hver stemme står i forbindelse med en eller flere rækker af piber (kaldet kor) med forskellig tonehøjde og/eller klang. Ved at aktivere forskellige registre, enten hver for sig eller samtidig, kan organisten bestemme klangen og lydstyrken. Et register er ofte det samme som en stemme men der kan være forskel. En stemme vil altid kontrollere mindst een række af piber (kor), men een stemme kan i visse tilfælde blive kontrolleret af flere registre, så en manual-stemme f.eks. både kan trækkes som register i manualet og pedalet uafhængigt af hinanden. Dette princip kaldes en transmission. Således har f.eks. orglet i Jørlunde kirke 19 stemmer men 24 registre.
Manualerne, pedalet og registertrækkene tilsammen danner orglets spillebord.

### Kirkeorgler
Det fremmeste formål for de fleste orgler i Europa, Nordamerika, Australien og New Zealand er at spille til gudstjenester. Et orgel som bruges til dette formål kaldes generelt et kirkeorgel. Introduktionen af kirkeorgler tilskrives traditionelt Pave Vitalian i det syvende århundrede. På grund af orglets evne til på samme tid at skabe et musikalsk fundament under det vokale register, støtte det vokale register og undertiden gå højere op end det vokale register var det ideelt til at akkompagnere menneskelige stemmer, hvad enten det var en menighed, et kor, en degn eller en solist. De fleste gudstjenester indeholder også et solo orgelrepertoire, ofte som et præludium ved gudstjenestens begyndelse eller et postludium ved afslutningen. 
I dag kan et sådant orgel være et pibeorgel, et digital eller elektronisk orgel, som generer lyd ved hjælp af Digital Signal Processing (DSP) chips, eller en kombination af piber og elektronik. Det kan kaldes et kirkeorgel for at differentiere det fra et kinoorgel, som er et fuldstændig anderledes instrument. Men skillelinjen mellem et kirke- og et koncertorgel er blevet noget udflydende i takt med at det klassiske orgelrepertoire blev skrevet til pibeorglet, og derpå influerede dets udvikling.

### Kinoorgler
Kinoorglet var designet til at akkompagnere stumfilm, og ligesom det symfoniske orgel var det lavet til at afløse et orkester. Men det indeholder mange flere effekter, herunder slagtøj og special effects. Kinoorgler har en tendens til at være meget mindre end standard orgler, og anvender extension og et højere lufttryk for at producere en større variation af stemmer og en større lydmængde fra færre piber. Denne extension kaldes unifikation, som betyder at i stedet for en pibe for hver tangent til alle toner, opnås de højeste tone-oktaver (og i nogle tilfælde de laveste oktaver) ved blot at addere 12 piber (en oktav) til toppen og bunden af en given division (del). Eftersom der er ofte er 61 tangenter på et orgel-manual vil et kirke- eller koncertorgel med Principal-registre ved 8', 4' og 2' toner have 183 piper (61 plus 61 plus 61). Det samme kor af principaler på et kinoorgel vil kun have 85 piber (61 plus 12 plus 12). Nogle piberækker, såsom Tibia Clausa, med op til 97 piber, tillader organisten at lave registre ved 16', 8', 4', 2', og blandinger heraf fra en enkelt piberække.
Unifikation giver et mindre instrument samme kapacitet som et langt større, og virker godt for monofone måder at spille på (Akkordisk, eller akkord med solostemme). Men lyden er tykkere og mere homogen end på et klassisk designet orgel, og er meget ofte afhængig af at bruge tremulant, som har en større dybde end det som normalt findes på et klassisk orgel. Unifikation muliggør også at piberækkerne kan spilles på fra mere end en manual eller pedal-værk.
Orglet forekommer også sammenbygget med cembaloet i form af instrumentet claviorganum.

### Digitalt kirkeorgel
Det moderne digitale orgel er i sin struktur opbygget som det traditionelle pibeorgel. Det betyder, at organisten færdes hjemmevant mht. terminologien og måden at spille på. 
Grundlæggende kan man sige, at lydfrembringelsen i det digitale orgel foregår i elektriske kredsløb i stedet for at blæse luft igennem piber.

På nuværende tidspunkt (2011), er der to fremherskende måder at bygge lydfrembringere på:
1. Ved samplingteknik. ( lyd, som er optaget fra fysiske orgelpiber, udlæses og forstærkes).

2. Ved digital syntese ( beregning af et signals kurveform ud fra en matematisk model).
Ad 1: Optagelse af pibelyd byder på visse vanskeligheder og her skal blot nogle nævnes: Mikrofonen skal anbringes, evt. afskærmes, så den ikke forstyrres af genklang fra rummets vægge. Optagelsen skal indeholde en tydelig ansats, når piben starter, en 6-8 sek. lang stabil tone samt afslutning når tangenten slippes og tonen dør hen. Gode digitalorgler har samples af samtlige piber i et register.
Ad 2: Den digitale syntese bruger mere processorkraft end sampling-teknikken, og man anvender de såkaldte DSP'er (digital signal processor) til beregning og frembringelse af den kurveform, som ved afspilning giver den rigtige lyd. En forudsætning er naturligvis, at der forud er udført analyser af lyde, man ønsker at frembringe, så lydenes ”bestanddele” kendes.

Signalerne forstærkes og føres til højttalere, som sørger for tonernes videre udbredelse i luften. De simpleste digitale kirkeorgler har 2 separate kanaler, som er elektrisk uafhængige af hinanden samt en ”cross over” bas-kanal.

De mere sofistikerede og rigtig gode digitale orgler har 5, 9 eller flere separate udgange, som med hver sin forstærker fører signalerne til separate højttalere. På denne måde undgår man, at de elektriske signaler ”dræber hinanden” og sikrer, at lyden ”lever” i rummet.